# Centris rufohirta
Centris rufohirta är en biart som beskrevs av Heinrich Friese 1900. Centris rufohirta ingår i släktet Centris och familjen långtungebin. Inga underarter finns listade.